# Norsenoise
Norsenoise é um estilo músical derivado do new age, do neofolk e da música folclórica tradicional européia.
Possui algumas variantes que se misturam com outros estilos músicais como EBM, rock, entre outros.

## Características
- Atmosfera musical semelhante ao new age e o neofolk, só que puxada para algo mais bárbaro;

- Presença de vocais guturais;

- Presença de instrumentos folclóricos ou clássicos (às vezes com seu som distorcido);

- Música sem uma letra definida, devido à presença constante de fenômenos parapsicológicos como xenoglossia e também glossolalia.